# Państwowy rejestr nazw geograficznych
Państwowy rejestr nazw geograficznych (PRNG) – urzędowa, referencyjna baza danych prowadzona w systemie teleinformatycznym, składająca się z rejestru nazw geograficznych z obszaru Rzeczypospolitej Polskiej oraz rejestru polskojęzycznego nazewnictwa obiektów geograficznych położonych poza granicami Rzeczypospolitej Polskiej. Podstawę do tworzenia rejestru stanowią w głównej mierze wykazy nazw uchwalanych przez Komisję Ustalania Nazw Miejscowości, od 2003 pod nazwą Komisja Nazw Miejscowości i Obiektów Fizjograficznych, oraz Komisję Standaryzacji Nazw Geograficznych poza granicami Rzeczypospolitej Polskiej.

## Struktura
W ujęciu podstawowym PRNG złożony jest z dwóch, wcześniej wymienionych rejestrów. Pierwszy z nich zawiera informacje o nazwach obiektów geograficznych zlokalizowanych na obszarze Polski, niezależnie od tego, czy położone są w całości czy w części, łącznie z morskimi wodami wewnętrznymi, morzem terytorialnym oraz Polską Wyłączną Strefą Ekonomiczną na Morzu Bałtyckim. Drugi jest zbiorem polskich nazw obiektów geograficznych znajdujących się poza granicami kraju.

### Statusy nazewnicze
Zgromadzone nazewnictwo podzielić można na pięć zasadniczych grup: nazwy urzędowe, dodatkowe, zestandaryzowane, niestandaryzowane oraz grupę nazw historycznych i zniesionych. Każda jest tworzona, weryfikowana, aktualizowana oraz uzupełniana w oparciu o odpowiednie akty prawne. W przypadku nazw urzędowych są to akty dotyczące ustalania, zmiany lub znoszenia urzędowych nazw miejscowości bądź obiektów fizjograficznych, ogłaszane przez właściwy organ administracji publicznej. Grupa nazw dodatkowych prowadzona jest na podstawie rejestrów gmin i odnosi się do języków mniejszościowych. Nazwy zestandaryzowane opracowywane są przez Komisję Ustalania Nazw Miejscowości i Obiektów Fizjograficznych, Komisję Nazw Miejscowości i Obiektów Fizjograficznych oraz Komisję Standaryzacji Nazw Geograficznych poza granicami Rzeczypospolitej Polskiej i wszelkie zmiany w PRNG muszą mieć podłoże w przyjętych przez te organy odpowiednich uchwałach. Nazwy niestandaryzowane wynikają z analizy map topograficznych oraz wykazów realizowanych przez instytucje publiczne. Nazwy historyczne i zniesione gromadzi się w oparciu o akty prawne, na podstawie których opracowywane są nazwy urzędowe, dodatkowe i zestandaryzowane.

### Klasy obiektów
Obiekty zebrane w bazie grupuje się w odpowiednie klasy, którymi są: miejscowość, obiekt ukształtowania terenu, płynący obiekt wodny, stojący obiekt wodny, inny obiekt wodny, obiekt ukształtowania dna zbiornika wodnego, inny obiekt fizjograficzny. Każdy obiekt musi mieć zdefiniowane pewne atrybuty przestrzenne i opisowe. Do atrybutów obligatoryjnych dla obiektów znajdujących się na obszarze Polski należą: nazwa główna, rodzaj obiektu, państwo, województwo, powiat, gmina, identyfikator jednostki podziału terytorialnego kraju, status nazwy, źródło informacji, identyfikator PRNG, współrzędne geograficzne, współrzędne X i Y, rodzaj reprezentacji.

## Podstawy prawne
Podstawą do prowadzenia rejestru jest art. 19 ust. 1 pkt. 8 ustawy z dnia 17 maja 1989 r. Prawo geodezyjne i kartograficzne, natomiast szczegółowy zakres informacji określa rozporządzenie Ministra Administracji i Cyfryzacji z dnia 14 lutego 2012 r. w sprawie państwowego rejestru nazw geograficznych. Oprócz tego dokument precyzuje standardy techniczne, tryb i organizację, nie tylko tworzenia bazy, ale także jej weryfikację, aktualizację i udostępnianie danych, istotne z punktu widzenia potencjalnych użytkowników.